# Saul Penders
Saul Penders (Maastricht, 29 maart 2003) is een Nederlands voetballer die als middenvelder voor MVV Maastricht speelt. Hij is de zoon van oud-speler en -directeur van MVV Paul Penders.

## Carrière
Saul Penders speelde in de jeugd van MVV Maastricht. Hij debuteerde in het eerste elftal van MVV op 22 oktober 2021, in de met 3-0 verloren uitwedstrijd tegen NAC Breda. Hij kwam in de 78e minuut in het veld voor Marko Kleinen.

### Statistieken
| Seizoen                   | Club           | Competitie     | Competitie | Competitie | Beker | Beker | Totaal | Totaal |
| Seizoen                   | Club           | Competitie     | Wed.       | Dlp.       | Wed.  | Dlp.  | Wed.   | Dlp.   |
| ------------------------- | -------------- | -------------- | ---------- | ---------- | ----- | ----- | ------ | ------ |
| 2021/22                   | MVV Maastricht | Eerste divisie | 10         | 0          | 0     | 0     | 10     | 0      |
| 2022/23                   | MVV Maastricht | Eerste divisie | 3          | 0          | 1     | 0     | 4      | 0      |
| 2023/24                   | MVV Maastricht | Eerste divisie | 12         | 0          | 1     | 0     | 13     | 0      |
| 2024/25                   | MVV Maastricht | Eerste divisie | 12         | 0          | 1     | 0     | 13     | 0      |
| Carrièretotaal            | Carrièretotaal | Carrièretotaal | 37         | 0          | 3     | 0     | 40     | 0      |
| Bijgewerkt op 11 mei 2025 |                |                |            |            |       |       |        |        |